# National FS-4000
National FS-4000 (FS-4000) је кућни рачунар фирме NATIONAL који је почео да се производи у Јапану током 1985. године.
Користио је Zilog Z80A микропроцесорску јединицу а RAM меморија рачунара је имала капацитет од 64 KB. 
Као оперативни систем кориштен је MSX DOS.

## Детаљни подаци
Детаљнији подаци о рачунару FS-4000 су дати у табели испод.
|                       | |
| [ 1 ]                 | |
| Произвођач            | |
| Тип                   | кућни рачунар                                                                                        |
| Меморија              | 64 KB                                                                                                |
| Поријекло             | Јапан                                                                                                |
| Година                | 1985                                                                                                 |
| Тастатура             | тастатура са пуним помаком тастера са 5 функцијских тастера, нумеричка тастатура и 4 тастера смјера. |
| Процесор              | |
| Фреквенција процесора | 3,58                                                                                                 |
| RAM                   | 64 KB                                                                                                |
| ROM                   | непознато                                                                                            |
| Текст                 | мод 0: 40 x 24                                                                                       |
| Графика               | мод 2: 256 x 192 са 16 боја (Hires мод)                                                              |
| Боја                  | 16                                                                                                   |
| Звук                  | General Instruments AY-3-8910 програмибилни генератор звука                                          |
| Димензије             | непознато                                                                                            |
| Портови               | |
| Оперативни систем     | |